# يكن بولوط
يكن بولوط (1 يناير 1972 - 11 يوليو 2025)، هو صحفي تركي، ومنظر لنظرية مؤامرة، وسياسي، عمل منذ يوليو 2013 مستشار كبير للرئيس التركي رجب طيب أردوغان.